# Barshi
Barshi là một thành phố và là nơi đặt hội đồng đô thị (municipal council) của quận Solapur thuộc bang Maharashtra, Ấn Độ.

## Nhân khẩu
Theo điều tra dân số năm 2001 của Ấn Độ, Barshi có dân số 104.786 người. Phái nam chiếm 51% tổng số dân và phái nữ chiếm 49%. Barshi có tỷ lệ 71% biết đọc biết viết, cao hơn tỷ lệ trung bình toàn quốc là 59,5%: tỷ lệ cho phái nam là 78%, và tỷ lệ cho phái nữ là 64%. Tại Barshi, 12% dân số nhỏ hơn 6 tuổi.